# Gurgel
Gurgel var ett brasilianskt bilmärke, uppkallat efter dess grundare, João do Amaral Gurgel. Det grundades 1969 och specialiserade då på terrängfordon baserade på chassin från Volkswagen Typ 1. Den första helt egna modellen var Gurgel BR-800. Den hade dock svårt att konkurrera med importerade bilar, såsom Fiat Uno Mille, som kostade ungefär lika mycket trots hög skatt på importbilar. En annan modell var Gurgel Carajás, en SUV, som mötte hård konkurrens från Lada Niva. Gurgels ekonomiska situation var svår och produktionen avbröts 1993 och bolaget gick i konkurs 1995.

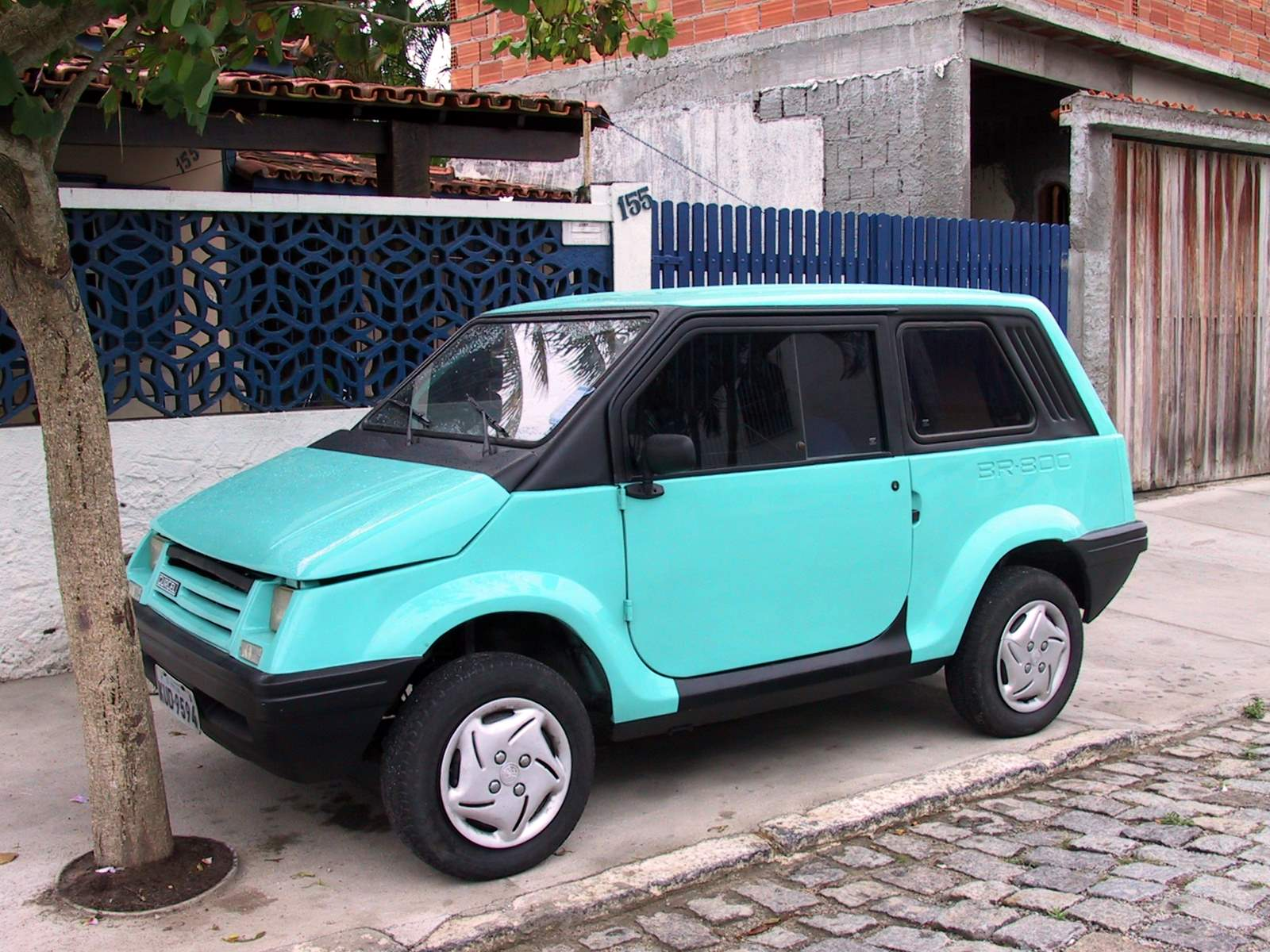
Gurgel BR-800
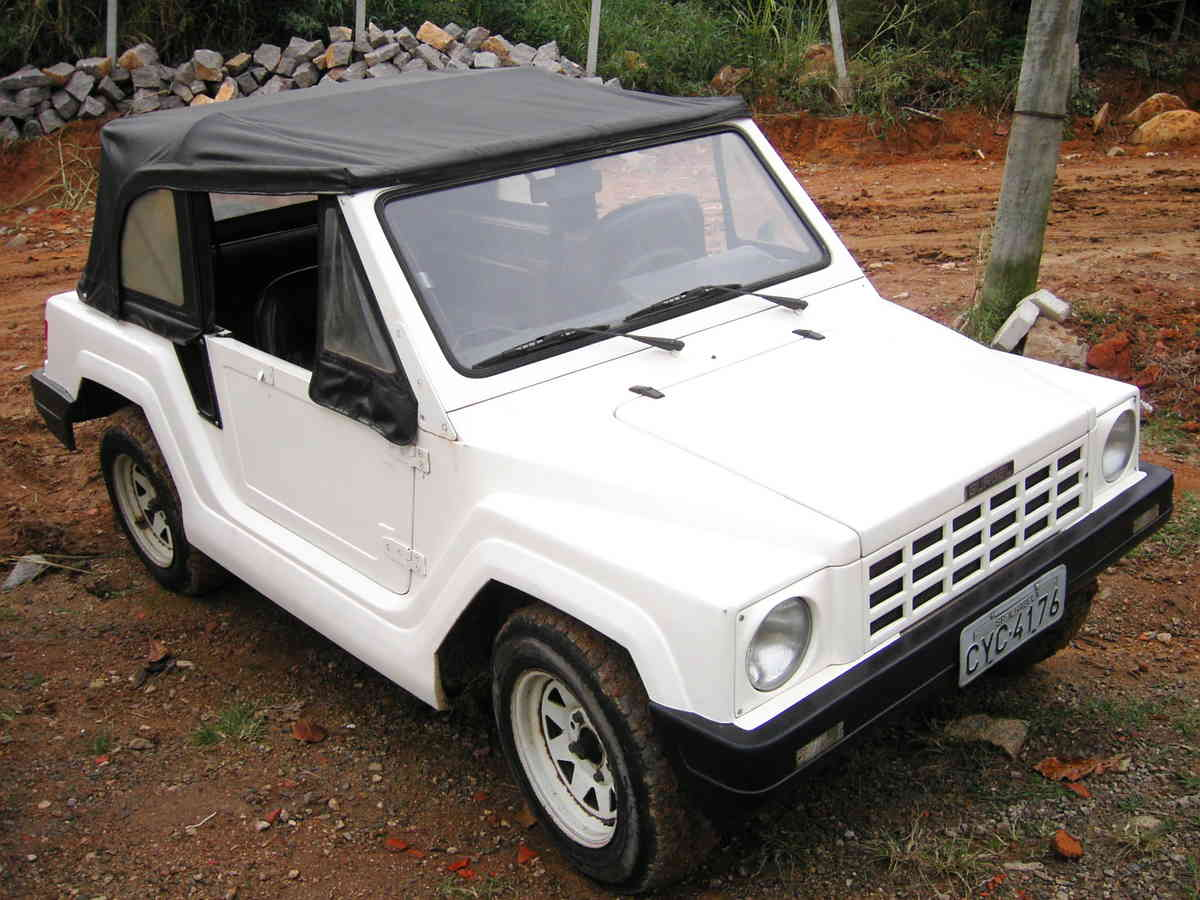
Gurgel-terrängbil
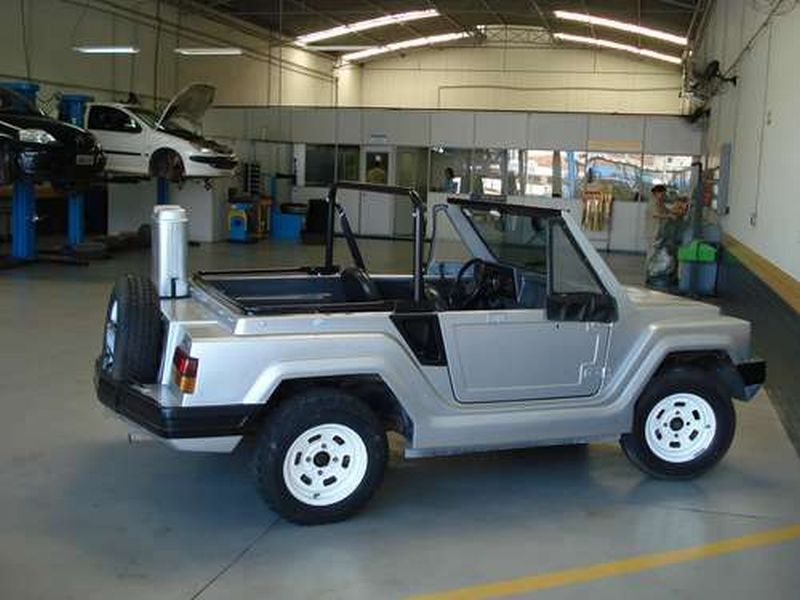
Gurgel X12
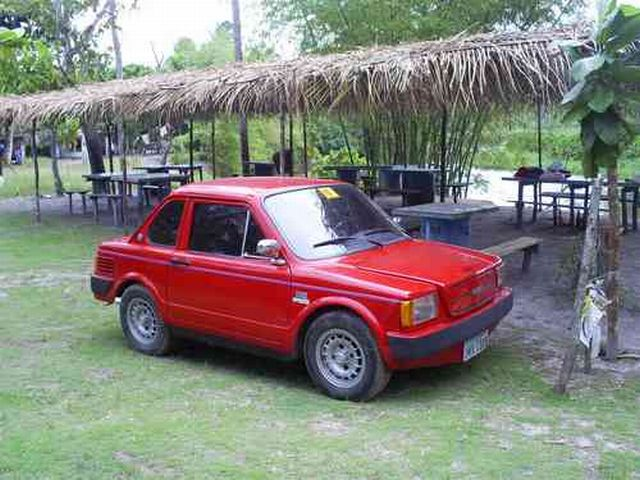
Gurgel Xef